# Carebara junodi
Carebara junodi é uma espécie de inseto do gênero Carebara, pertencente à família Formicidae.